# Камянов, Борис Исаакович
Бори́с Исаа́кович Камя́нов (Барух Авни; 24 августа 1945, Москва) — советский и израильский поэт, переводчик, публицист. Младший брат Виктора Камянова.

## Биография
В СССР практически не печатался, переводил с языков народов СССР, был слесарем, грузчиком, рабочим сцены и т. п. Работал в Литфонде, отвечал за установку памятников на могилах писателей. С 1976 года живёт в Иерусалиме.
Автор восьми поэтических книг, а также пяти юмористических сборников и целого ряда переводов с иврита на русский язык. Переводил стихи Хаима Нахмана Бялика, Шаула Черниховского, Авраама Шлёнского, Иосифа Керлера. Ему также принадлежит комментированный перевод «Песни песней» в соавторстве с р. Н.-З. Рапопортом (2000). Стихотворения и переводы опубликованы в российских антологиях «Строфы века» и «Строфы века — 2».
Был заместителем председателя Союза русскоязычных писателей Израиля, до 2004 г. возглавлял его иерусалимское отделение.
Основатель Содружества русскоязычных писателей Израиля «Столица», издающего литературный альманах-ежегодник «Огни столицы». Председатель Содружества с момента его основания в 2004 г. Член ПЕН-клуба.

## Награды
Лауреат израильских литературных премий:
- 1985 год — им. Рафаэли,
- 2002 и 2003 гг. — лауреат премии им. Ури Цви Гринберга.
- 2006 год — Олива Иерусалима в поэтической номинации,
- 2016 год — премии им. Давида Самойлова[1];

## Избранная библиография
- Книги:
  - Птица-правда (стихотворения). — Иерусалим, «Став», 1977.
  - Исполнение пророчеств (стихотворения). — Иерусалим, «Шофар», 1982 (переиздание — М., «Ма нишма»\изд-во Р. Элинина, 1992).
  - На облегчённой лире (юмор). — Иерусалим, «Нинка-пресс», 1986.
  - Сказочные истории раби Нахмана из Браслава (литературная обработка). — Иерусалим, «Шамир», 1987 (переиздание — М., Институт изучения иудаизма в СНГ, 2005).
  - Перлы, извлеченные из жемчужин (юмор). — Иерусалим, «Нинка-пресс», 1988.
  - Киев (перевод с иврита поэмы Я. Орланда) — Иерусалим, «Кармель Йерушалаим» (издание Еврейского агентства), 1992.
  - Барак и Храм (стихотворения). — Иерусалим, Иерусалимский издательский центр, 1995.
  - Библейские истории (47 адаптированных для детей историй из книг пророков и Писаний). — Иерусалим, «Библиотека-Алия», 1995.
  - Параноев ковчег (юмор). — Иерусалим, «Скопус», 1998.
  - Песнь песней (перевод с комментариями в соавторстве с р. Н.-З. Рапопортом). — Иерусалим — Москва, М., Институт изучения иудаизма в СНГ, 2000 (переиздание — там же, 2005).
  - Собрание сочинений в двух томах. — Иерусалим, «Лира», 2005 (первый том — стихотворения и переводы), 2007 (второй том — юмор и публицистика).
  - Свет в конце тоннеля (стихи и переводы). — Иерусалим, «Скопус», 2015.
  - По собственным следам (мемуары). — Н.-Й., «Liberty Publishing House», 2015.
  - От и до (избранные стихотворения). — Иерусалим, «Скопус», 2020.
  - Верблюдуин (стихи для детей). — Кирьят-Гат, «RubinArt», 2020 (32 c., художник — Давид Рубин).
  - Продолжение следует… (полная книга воспоминаний в двух частях. 530 с., фотографии, индекс имен). — Бостон, «М-Graphics Publishing», 2021.
  - Мир смехотворный (юмор в разных жанрах). — Иерусалим, «Скопус», 2022 (212 с.).
  - Последнее слово. Стихотворения 1962—2023. — Бостон, «М-Graphics Publishing», 2023. (348 стр.)
  - Перевод Пятикнижия на современный русский язык. М., «Книжники», 2024.
- Коллективные сборники:
  - Скопус (стихотворения). — Иерусалим, «Библиотека-Алия», 1979.
  - Скопус — 2 (стихотворения). — Иерусалим, «Библиотека-Алия», 1990.
  - Счастье, что я — это я! (Антология израильской детской литературы; переводы поэзии). — Иерусалим, «Библиотека-Алия», 1990.
  - Освещенное окно (Антология израильской детской литературы; переводы поэзии). — Иерусалим, «Библиотека-Алия», 1991.
  - Строфы века. — Минск — М., «Полифакт», — 1995.
  - Цомет — Перекресток № 1. Т.-А. — М., — 1994.
  - Поэты Большого Тель-Авива. — Т.-А., Федерация СП Израиля\журнал «Алеф», 1996.
  - Свет двуединый (стихотворения). — М., «Х.Г.С.», 1996.
  - Литературный Иерусалим. — Иерусалим, «Призма-пресс», 1996.
  - Строфы века — 2. — Минск — М., «Полифакт», 1998.
  - Левантийская корона (венки сонетов). — Т.-А.,"Библиотека Матвея Черного", 1999.
  - Авторская песня. — М., АСТ, 2002.
  - Афористика и карикатура (антологии сатиры и юмора России XX века). — М., «Эксмо», 2003.
  - Авторская песня. — Екатеринбург, «У-Фактория», 2004.
  - Государство! Это мы (антология юмора «русского» Израиля). — М. — Иерусалим, «Мосты культуры — Гешарим», 2006.
  - Парадоксальная мысль (юмор). — М., «АСТ:Зебра Е», 2009.
  - Антология «Русские стихи 1950—2000». «Летний сад», М., 2010, в 2-х томах. Т. 2.
  - День русской зарубежной поэзии — 2023 (венок сонетов). — Франкфурт-на-Майне, «Литературный европеец», 2023
  - Огни столицы (альманах). — Иерусалим, вып. 1-16. — 2005—2024.
  - Мосты (альманах), Франкфурт-на-Майне, № 77, 2023. «Обретенный младший брат» (о книге рассказов М. Гончарка «Серпантин»)
  - Мосты (альманах), Франкфурт-на-Майне, № 78, 2023. «Новые колоски».
  - Мосты (альманах), Франкфурт-на-Майне, № 79, 2023. «Успех компрачикосов».
  - «Год поэзии 2023», Киев, «Друкарський двiр Олега Федорова», 2023.
  - «Год поэзии 2024», Киев, «Друкарський двiр Олега Федорова», 2024.
- Журналы
  - «Время и мы» (многократно). — 1976—1980.
  - «22» (многократно). — 1977—2002.
  - «Детская литература» (переводы поэзии) № 3. — М., 1998.
  - «Новый мир» № 3. — М., 1998.
  - «Радуга» № 2-3. — Киев, 1999.
  - «Иерусалимский журнал» № 12, 24-25, 32 (стихи), № 13 (переводы), № 16, 37, 38 (мемуары) — 2002, 2003, 2007, 2009, 2011.
  - «Крокодил» № 20 — 2003.
  - «Кольцо „А“» № 32 — 2005, № 36 — 2006, № 42 — 2007.
  - «Время и место» № 2 (18). — Н.-Й., 2011.
  - «Артикль». — Т.-А., № 40(8) — 2018, № 46(14) — 2020.
  - «Времена». — Бостон (№ 4 [24] — 2022).
  - «Литературный европеец». — Франкфурт-на-Майне, № 299—2023 («О войне России с Украиной»).
  - «Литературный европеец». — Франкфурт-на-Майне, № 300—2023 ("Из книги «От и до» — стихи).
  - «Литературный европеец». — Франкфурт-на-Майне, № 304—2023 («Иронические стихи»).
  - «Литературный европеец». — Франкфурт-на-Майне, № 305—2023 («Анабиоз как спасение русского языка»).
  - «Времена». — Бостон (№ 2 [30] — 2024) — стихотворения.
  - «Лехаим». — М. № 9 (389) - 2024. Статья «О переводе еврейских источников на русский язык».
  - «Времена». — Бостон (№ 2 [34] — 2025) — стихотворения.